# David Cuñado
David Cuñado est un comédien, humoriste, chanteur et animateur de télévision suisse, né à Genève le 25 juin 1970.

## Biographie
Né à Genève de parents espagnols le 25 juin 1970, David Cuñado a grandi à Meyrin où il a également suivi ses écoles. Il suit ensuite une école de commerce, où il fait ses débuts de présentateur en animant une émission intitulée Info-Clip.
Son grand intérêt pour la musique lui a notamment permis au fil des années de chanter dans différents groupes de pop-rock, blues-rock et soul. Également comédien, il joue dans différentes pièces de théâtre et spectacles : Le Bocal de Jean Franco et Jérome Paza en 2009, Europorchet avec Marie-Thérèse Porchet, en 2008, La Revue de Cuche et Barbezat, en 2007, La Revue de Genève 2005. Il fut aussi animateur sur Radio Lac et a écrit, entre autres, des sketches pour Le petit Silvant Illustré.
David Cuñado officie à la Télévision suisse romande (future Radio télévision suisse) dès 1998 en tant que chroniqueur d’émissions destinées aux adolescents et jeunes adultes.  Il anime des émissions de divertissement comme Garage Live, Le petit monde de… et Stars etc. en 2007.
De  2006 à 2010, il présente en direct les élections de Miss Suisse avec Mélanie Winiger et celles de Mister Suisse avec Mélanie Freymond. En 2008, il s’est également illustré en présentant avec Philippe Robin La Singing Compagnie. Jusqu’en mai 2009, David apparait chaque semaine dans Dolce Vita avec « Les Petits Plaisirs de David Cuñado ». En mai 2010, David Cuñado a coanimé l’élection de Mister Suisse aux côtés de Mélanie Freymond,.
En 2010, il produit et anime l'émission quotidienne Le Journal des Bonnes Nouvelles sur la télévision genevoise Léman Bleu durant une saison.
En parallèle, il a réalisé diverses voix off espagnoles et françaises.
En 2012, il s'oriente plus concrètement vers une carrière sur scène et crée son premier spectacle musical La Belle Vie,, accompagné du trio jazz Format A3.
Il se produit régulièrement dans le Swiss Comedy Club.
En 2013, il crée son premier One Man Show  Qui veut faire l'humour avec moi ?.